# ETSAN
ETSAN ist der Markenname einer österreichischen Supermarktkette, mit Standorten vor allem in Wien. Sie wird von der BASAK Handels-GmbH betrieben. ETSAN bietet in seinen Filialen ein Lebensmittel-Vollsortiment von rund 5.000 Artikeln mit Fokus auf sogenannte Ethno-Produkte. Am Großgrünmarkt in Wien ist die Firmenzentrale sowie ein Cash & Carry-Markt ansässig.

## Geschichte

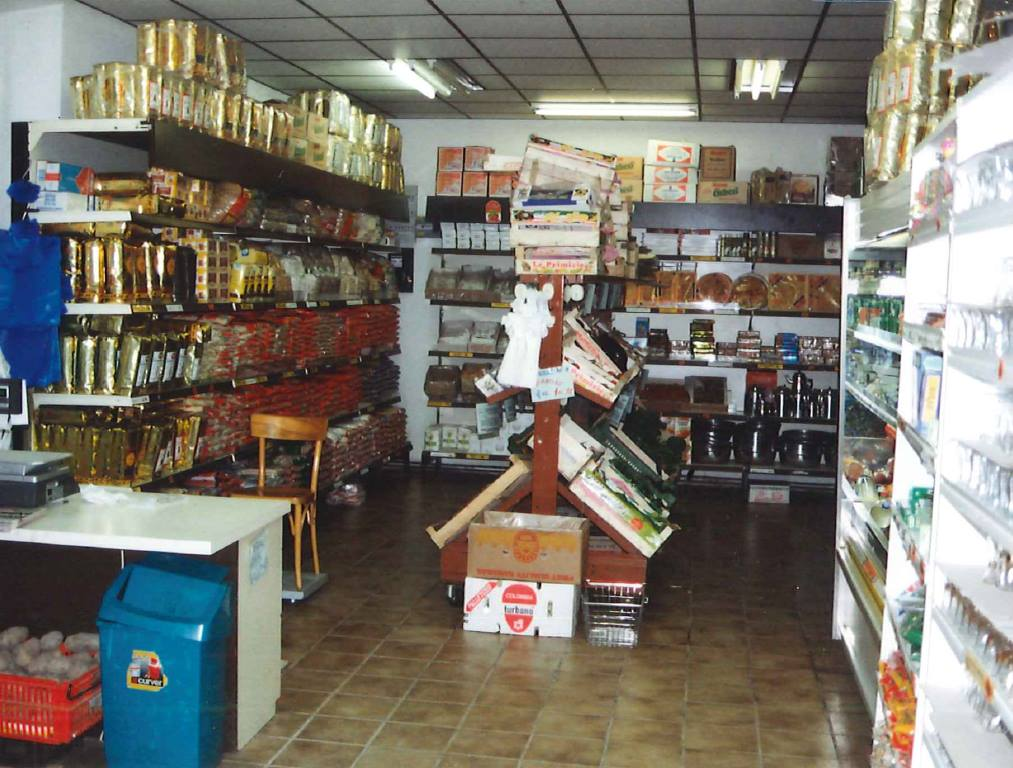
Erster Standort (1986) noch unter dem Namen Aksoy fungierend

Das Unternehmen wurde im Jahr 1986 von Hüseyin Ünal Karaca im Alter von 26 Jahren als ein kleiner Greißler unter dem Namen "AKSOY" in Wien-Favoriten eröffnet. Ünal begann seinen Handel mit einigen Produkten aus der Türkei, da er deren Bedarf durch die Zunahme der migrantischen Bevölkerung entdeckt hatte. Den Durchbruch schaffte er jedoch mit der Herstellung von Halal-Fleischwaren als Erster in Österreich. Der Firmenname ETSAN ist eine Ableitung aus dem Türkischen "et", übersetzt für Fleisch, und "sanayi" übersetzt für Industrie.
Die Firmenzentrale ist am Großmarkt Wien-Inzersdorf, wo auch das erste Logistiklager im Jahr 1994 in Betrieb genommen wurde und mittlerweile als ein Cash & Carry-Markt dient. Zur Unternehmensgruppe gehört auch das im Jahr 2001 gegründete Großhandelsunternehmen Macro Group Handels-GmbH. Die Belieferung der ETSAN-Filialen und anderer Großhandelskunden erfolgt durch ein zentrales Logistiklager in Bruck an der Leitha.
ETSAN wird auf Grund der langjährigen Erfahrung als Pionier des Ethno-Food-Handels betrachtet.

## Aktuelle Situation
ETSAN betreibt im Moment über 30 Filialen in Wien und beliefert mit seinem eigenen Fuhrpark nicht nur die eigenen Supermärkte, sondern auch andere Einzelhändler in Österreich, Deutschland, Slowakei, Ungarn und anderen europäischen Ländern.

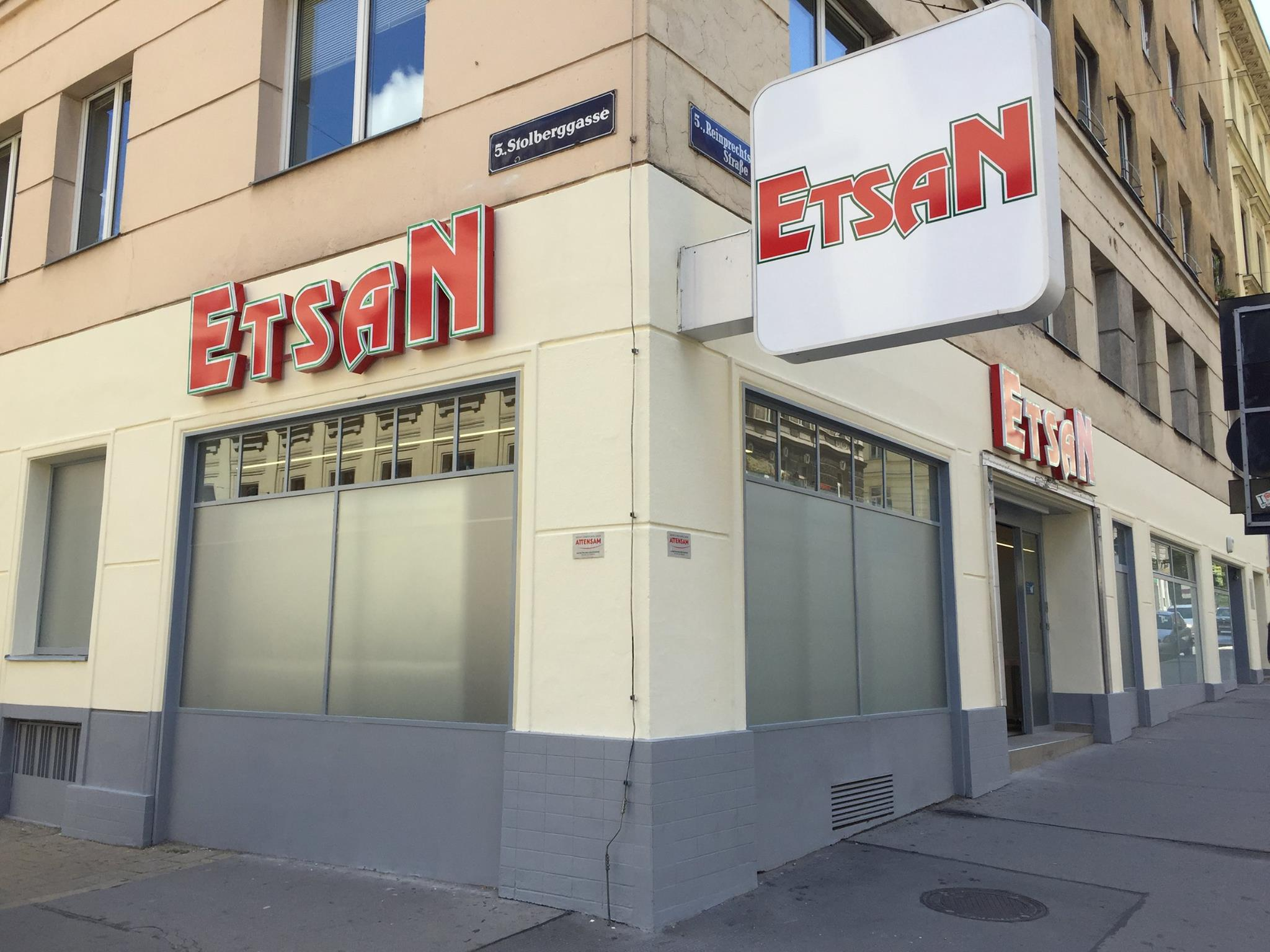
ETSAN-Filiale in Wien-Margareten (ehemals ein Zielpunkt-Standort) kurz nach der Eröffnung im Juli 2016

Mediale Aufmerksamkeit erfuhr das Unternehmen durch die Übernahme von acht Standorten der insolventen Lebensmittelkette Zielpunkt in Wien. Damit vergrößerte sich ETSAN wie kein anderes Unternehmen, gemessen an der Zahl vorher bestehender Eigenstandorte.